# عبد القادر طافر
عبد القادر طافر سياسي جزائري، شغل منصب وزير لدى رئيس الحكومة بحكومة حمداني.